# Kronzucker-Entführung
Bei der Kronzucker-Entführung wurden 1980 die Töchter des Fernsehjournalisten Dieter Kronzucker, Sabine und Susanne Kronzucker, sowie sein Neffe Martin Wächtler in der Toskana verschleppt, über zwei Monate gefangengehalten und schließlich gegen die Zahlung eines Lösegeldes freigelassen.

## Ablauf der Geiselnahme

### Entführung
Am 25. Juli 1980 geriet die damals 15-jährige Susanne Kronzucker mit ihrer 13-jährigen Schwester Sabine und dem 15-jährigen Cousin Martin Wächtler in einer Villa in Barberino Val d’Elsa in der Toskana in die Gewalt von Entführern. Drei maskierte und bewaffnete Täter überwältigten zunächst die anwesenden Erwachsenen und verschleppten dann die drei Minderjährigen. Martin wurde in einem Zelt, die beiden Schwestern Susanne und Sabine in einem anderen festgehalten.
Es kam zu einer Großfahndung, die Unterstützung von allen Seiten erfuhr. Der deutsche Botschafter in Italien, Hans Arnold, der italienische Innenminister Virginio Rognoni und der italienische Außenminister Emilio Colombo schalteten sich ein. Am Ende konnte der Journalist Franz Tartarotti vermitteln und eine Freilassung erwirken, wie später (1982) noch einmal bei Nina von Gallwitz.
Die Mutter von Sabine und Susanne, Renate Kronzucker, wandte sich über das italienische Fernsehen Radiotelevisione Italiana (RAI) an die Kidnapper: „Ich gebe euch mein letztes Hemd, aber bringt mir meine Kinder wieder.“ Auch Papst Johannes Paul II. und Giovanni Kardinal Benelli appellierten per Fernsehen an die Vernunft der Entführer.

### Freilassung
Nach 68 Tagen, am 1. Oktober 1980, kamen Sabine, Susanne und Martin frei, nachdem die Eltern 4,3 Millionen Deutsche Mark an die Entführer gezahlt hatten. Sie mussten dieses Geld nach Italien schmuggeln, weil Lösegeldzahlungen dort verboten waren. Gegen Renate und Dieter Kronzucker wurde hinterher rechtlich vorgegangen.
Als Hauptverdächtiger gilt ein im Mai 1977 wegen Entführung, Erpressung und vorsätzlicher Tötung des Grafen Alfonso de Sayons bereits verhafteter, dann entflohener sardischer Separatist. Weitere Personen wurden 1985 als tatbeteiligte Geiselnehmer in Florenz verurteilt.